# Pandaria
Pandaria er en del af verden i det store Warcraft-universet der er udgivet af Blizzard Entertainment.
I udvidelsen Mists of Pandaria som den er den fjerde udvidelse og fokuserer på de mytiske og længst glemte lande i Pandaria, et kontinent langt mod syd som indtil nu er blevet indhyllet i magiske tåger. Både Alliancen og Horden lander på Pandaria og genopdager det gamle Pandaren folk, der kæmper mod imperiets gamle fjende, Mantid og deres tidligere undertrykkere, Mogu.
Historien der introducerer Pandaria, hvor spillerne opdager kontinentet og løser problemer, handler om at finde ud af, hvad der skete i de sidste 10.000 år og hvorfor. Senere kapitler i historien bragte krigen mellem Horden og Alliancen tilbage i fokus, hvilket fører til ændringer af dele af Pandarias samfund. I sidste ende vender spillerne tilbage til resten af Azeroth til et endeligt opgør, der har til formål at detronisere Warchief Garrosh Hellscream, lederen af Horden.

## Pandaria
Pandaria er det nye kontinent man kan besøge i det Masive-Multi-Online-Rollespil (MMORPG) World of Warcraft. Man kan kun komme til dette kontinent hvis man har købt udvidelses-pakken Mists of Pandaria.
Pandaria består af følgende:
| Lande: - Jade Forest - Valley of the Four Winds - Krasarang Wilds - Kun-Lai Summit - Townlong Steppes - Dread Wastes - Vale of Eternal Blossoms - Veiled Stair Øer: - Wandering Isle - Isle of Giants - Isle of Thunder - Timeless Isle | Byer: - The Arboretum - Dawns Blossom - Pearlfin Village - Jade Temple Grounds - Tian Monastery - Grookin Hill - Anglers Wharf - Cradle of Chi-Ji - Unga Ingoo - Binan Village - Temple of the White Tiger - Halfhill - The Heartland - Tavern in the Mists - Longying Outpost - Gao-Ran Battlefront - Heart of Fear - Zan'vess - Klaxxi'vess - Shrine of Seven Stars - Shrine of Two Moons | Fraktioner: - Darkspear Rebellion - Emperor Shaohao - Forest Hozen - Golden Lotus - Order of the Cloud Serpent - Shado-Pan - Shado-Pan Assault - Shang Xi's Academy - The August Celestials - The Black Prince - The Brewmasters - The Klaxxi - The Lorewalkers - Kirin Tor Offensive - Operation: Shieldwall - Pearlfin Jinyu - Dominance Offensive - Sunreaver Onslaught - The Anglers - The Tillers | Dungeons: - Temple of the Jade Serpent - Stormstout Brewery - Shado-Pan Monastery - Mogu'shan Palace - Gate of the Setting Sun - Siege of Niuzao Temple - Heart of Fear - Mogu'shan Vaults - Terrace of Endless Spring - Throne of Thunder - Siege of Orgrimmar | Battle Pet træner: - Hyuna of the Shrines - Farmer Nishi - Mo'ruk - Courageous Yon - Seeker Zusshi - Wastewalker Shu - Aki the Chosen - Whispering Pandaren Spirit - Burning Pandaren Spirit - Thundering Pandaren Spirit - Flowing Pandaren Spirit - Sara Finkleswitch - Gentle San |

## Wandering Isle
Level: 1-10
Racer: Pandaren, Hozen, Virmen
Hersker:
Den vandrende ø er i virkeligheden en stor skildpadde. Det er her spillere af racen pandaren først opdager når de har skabt deres figur.

## Jade Forest
Level: 85-86
Racer: Pandaren, Hozen, Jinyu, Orc, Goblin, Human, Dwarf
Hersker: Yu'lon
Jade Forest er et land, som ligger i det østlige Pandaria, der grænser op til Valley of the Four Winds på sydvest og Kun-Lai Summit i nordvest. Det er en frodig regnskov med skulpturelle stenspir og fremtrædende med Pandaren arkitektur.
Temple of the Jade Serpent ligger i den østlige del af Jade Forest.
Yu'lon Jade Serpent var en af de fire væsener kendt som August Celestials som vågede over Pandaria. Yu'lon våger over Jade Forest.

### Byer

#### The Arboretum
The Arboretum er en stor lund, der findes på den østlige kyst af Jade Forest, højt hævet over Mistveil Sea. Stedet er om kranset af Jade tempelområdet fra Temple of the Jade Serpent mod syd, Dawns Blossom mod vest, og Shrine of the Dawn mod nord.
Order of the Cloud Serpent har deres base her, sammen med blækmagere, der bruger de pink blade, der vokser mellem træerne til deres blæk.

#### Dawns Blossom
Dawns Blossom er en lille by og hjertet af Pandarens liv i Jade Forest. Stedet er et vigtigt stop for rejsende, og har ikke taget en side i Alliancen / Horde konflikt. Selvom stort set alt forløber fredeligt, bære de lokale bryggerier Wanderbrew og Goldendraft nag mod hinanden, hvilket fører til spændinger mellem de to familier. Der er en tredje stor familie i Dawns Blossom, Windfur, hvoraf borgmesteren Master Windfur er medlem.
Kroen, drives af Peiji Goldendraft, en berusede Hozen. Handel med de nærliggende bygder bliver hjulpet på vej af Toya.

#### Grookin Hill
Grookin Hill er en hozen landsby som ligger vest for Tigers' Wood, forbi Slicky Stream i det vestlige Jade Forest. Dette er den største landsby af Forest Hozens, og det er hvor den store høvding Chief Kah Kah er bosat.

#### Pearlfin Village
Pearlfin Village er en Jinyu landsby beliggende i den sydøstlige del af Jade Forest, landsbyen ligger ved bredden af Pearl Lake, syd for Temple of the Jade Serpent. 

#### Jade Temple Grounds
Jade Temple Grounds (Jade tempelområdet) omgiver Temple of the Jade Serpent i den østlige del af Jade Forest. Jade Temple Grounds er et stort trænings-område for pandaren og i den sydlige del af området ligger der en lille landsby.
Den østlige span tager spillerne tværs over Dawn Bridge til Sunbreak Spire.

#### Tian Monastery
Tian Monastery (Tian Kloster) er et stort kloster med en landsby beliggende på en stigning i det nord-centrale Jade Forest. Herfra kan Pandaren se Terrace of Ten Thunders til nord, Woods of the Lost til nordøst, Emperor's Omen mod øst, og det Greenstone Quarry og Greenstone Masons Quarter til sydøst.

### Battle Pet
Pet level: 23 - 25
Vilde Pets: Bucktooth Flapper, Coral Adder, Emerald Turtle, Garden Frog, Garden Moth, Grove Viper, Jumping Spider, Jungle Darter, Leopard Tree Frog, Masked Tanuki, Masked Tanuki Pup, Mirror Strider, Sandy Petrel, Shrine Fly, Silkbead Snail, Spirebound Crab, Temple Snake, Wild Crimson Hatchling, Wild Golden Hatchling, Wild Jade Hatchling.
Drop Pets: Tiny Red Carp, Tiny White Carp
Quest Pets: Fishy
Battle Pet træner:
- Hyuna of the Shrines er en Stormester Pet Tamer placeret uden for Vesterport i Temple of the Jade Serpent i Jade Forest af Pandaria. Hun er omgivet af sine tre level 25 battle pets: Skyshaper, Fangor og Dor Muren.[12]
- Whispering Pandaren Spirit er en Stormester Pet Tamer i Jade Forest. Den har tre level 25 Elite battle pets: Dusty, Pandaren Air Spirit , og Whispertail.[13]

## Valley of the Four Winds
Level: 86-87
Racer: Pandaren, Hozen, Virmen, Jinyu, Saurok, Sprite, Mantid
Hersker:
Valley of the Four Winds er et stort område, en rolig frodig slette. I den nordlige del af landet er der Pandaren landbrugsjord og rismarker, sydsiden består af en lang flod og bakker, og der er klipper, som grænser ned mod Krasarang Wilds. 

### Battle Pet
Pet level: 23 - 25
Vilde Pets: Bandicoon, Bandicoon kit, Malayan Quillrat, Malayan Quillrat Pup, Marsh Fiddler, Shy Bandicoon, Sifang Otter, Sifang Otter Pup, Softshell Snapling.
Drop Pets: Red Cricket, Terrible Turnip, Tiny Green Carp, Tiny White Carp
Battle Pet træner:
- Farmer Nishi er en Stormester Pet Tamer i Heartland af Valley of the Four Winds af Pandaria. Hun har tre level 25 Elite battle pets: Siren, Toothbreaker, og Brood of Mothra.[15]

Halfhill

## Krasarang Wilds
Level: 86-87
Racer: Pandaren, Night elf, Tauren, Jinyu, Hozen, Mogu, Sha
Hersker: Chi-Ji
Krasarang Wilds er beliggende i den sydlige del af Pandaria, under dalen Valley of the Four Winds. 

### Battle Pet
Pet level: 23 - 25
Vilde Pets: Amethyst Spiderling, Feverbite Hatchling, Jungle Grub, Luyu Moth, Malayan Quillrat, Mei Li Sparkler, Savory Beetle, Sea Gull, Sifang Otter, Sifang Otter pup, Spiny Terrapin, Sumprush Rodent, Wanderer's Festival Hatchling.
Drop Pets: Tiny Green Carp, Tiny White Carp
Købe Pets: Tiny Goldfish 
Battle Pet træner:
- Mo’ruk er en Stormester Pet Tamer på øen Narsong spir på den sydlige kyst af Krasarang Wilds i Pandaria. Han har tre level 25 Elite battle pets: Needleback, Woodcarver, og Lightstalker. [17]

Temple of the Red Crane

## Kun-Lai Summit
Level: 87-88
Racer: Pandaren, Grummle, Hozen, Jinyu, Mogu, Yaungol, Zandalar troll
Hersker:Xuen, Taran Zhu
Kun-Lai Summit er et land i det nordlige Pandaria, omgivet af Vale of Eternal Blossoms til syd, Townlong Steppes mod vest, og Jade Forest mod øst. Det er et stort område med majesættiske bjerge, efterårs-farvede sletter, og et frodig kystområde. 

### Battle Pet
Pet level: 23 - 25
Vilde Pets: Alpine Foxling, Alpine Foxling kit, Effervescent Glowfly, Kun-Lai Runt, Plains Monitor, Prairie Mouse, Summit Kid, Szechuan Chicken, Tolai Hare, Tolai Hare Pup, Zooey Snake.
Drop Pets: Tiny Red Carp, Tiny White Carp.
Battle Pet træner:
- Courageous Yon er en Stormester Pet Tamer, han bor i en grotte nær toppen af Kota Peak i Kun-Lai Summit i Pandaria. Han har tre level 25 Elite battle pets: Piqua, Lapin, og Bleat. Han ser ud til at være medlem af Shado-Pan.[19]

Temple of the White Tiger

## Townlong Steppes
Level: 88-89
Racer: Pandaren, Mantid, Mogu, Yaungol
Hersker: Niuzao
Townlong Steppes er relativt lille område ligger i det nordvestlige Pandaria.

### Battle Pet
Pet level: 24 - 25
Vilde Pets: Amber Moth, Clouded Hedgehog, Crunchy Scorpion, Grassland Hopper, Kuitan Mongoose, Mongoose, Mongoose pup, Silent Hedgehog, Yakrat.
Drop Pets: Spawn of G'nathus, Tiny Blue Carp, Tiny Red Carp, Tiny White Carp.
Battle Pet træner:
- Seeker Zusshi er en Stormester Pet Tamer, han står på kanten af søen i Fields of Niuzao i Townlong Steppes af Pandaria . Han har tre level 25 Elite battle pets: Diamond, Mollus og Skimmer.[21]
- Burning Pandaren Spirit er en Stormester Pet Tamer i Townlong Steppes. Den har tre level 25 Elite battle pets: Crimson, Glowy og Pandaren Fire Spirit.[22]

Niuzao Temple

## Dread Wastes
Level: 89-90
Racer: Mantid, Sha, Pandaren, Saurok, Sprite
Hersker: Grand Empress Shek'zeer
Dread Wastes som ligger syd for Townlong Steppes og vest for Valley of the Four Winds og Vale of Eternal Blossoms, er adskilt fra resten af Pandaria af Serpent's Spine (en store mur) bygget under Lei Shen regeringstid. Dread Wastes er hjemsted for Mantid. Landskabet er oversået med massive Kypari-træer, der producerer rav som Mantid udnytter på mange måder. Klaxxi'vess tjener som et vigtigste knudepunkt for landet, men der er også to Pandaren bosættelser, Soggy's Gamble og Sunset Brewgarden.

### Battle Pet
Pet level: 24 - 25
Vilde Pets: Amber Moth, Clouded Hedgehog, Crunchy Scorpion, Emperor Crab, Rapana Whelk, Resilient Roach, Silent Hedgehog.
Drop Pets: Tiny Green Carp, Tiny White Carp, Grinder, Aqua Strider.
Battle Pet træner:
- Flowing Pandaren Spirit er en Stormester Pet Tamer i Dread Wastes. Den har tre level 25 Elite battle pets: Marley, Pandaren Water Spirit og Tiptoe.[23]
- Wastewalker Shu er en Stormester Pet Tamer uden den sydlige indgang til Klaxxi'vess i Dread Wastes. Han har tre level 25 Elite battle pets: Crusher, Pounder og Mutilator.[24]

## Veiled Stair
Level: 87-90
Racer: Pandaren, Saurok
Hersker: Madam Goya
Veiled Stair er en mystisk region i Pandaria , beliggende i bjergene mellem The Jade Forest, Valley of the Four Winds og Vale of Eternal Blossoms. En trappe forbinder Valley of the Four Winds til Kun-Lai Summit via bjergpas og et hule-netværk. Trappen begynder med Path of a Hundred Steps i Grassy Cline af Valley of the Four Winds, der fører op til Tavern in the Mists. Bag værtshus, fortsætter stien, i tre retninger. Den til venstre, Gate of Endless Spring, fører op til Terrace of the Endless Springs indgang, den til højre fører til Hatescale Burrow grottesystem, og centret stien, Spring Road, fører til et større grotte-netværk, Ancient Passage.
Følg den gamle passage for at nå til Kun-Lai Summit, så kommer man ud i Binan Village. Stien mod øst inde i den gamle passage fører til et bjergpas som fører op til Secret Aerie.

### Tavern in the Mists
En mystisk organisation, kendt som The Black Market har etableret Tavern in the Mists i Veiled Stair. Den lokale krovært er Tong the Fixer og Wrathion har søgt tilflugt i Tavern, sammen med hans livvagter Left og Right samt Blacktalon Quartermaster. 

### The Black Market
The Black Market (Det sorte marked) er Madam Goyas domæne i Veiled Stair ikke så langt fra Tavern in the Mists. The Black Market er ikke markeret på kortet.

#### Madam Goya
Madam Goya styrer Black Market Auction House på The Black Market i Veiled Stair, som er at den nordøstlige del af Valley of the Four Winds.
Hendes livvagt, Mister Chu forlader aldrig nogensinde ved hendes side.

## Vale of Eternal Blossoms
Level: 90
Racer: Pandaren, Mogu, Sha, Mantid, Saurok†
Hersker: Sha of Pride
Vale of Eternal Blossoms er et land i midten af kontinentet Pandaria. Vale of Eternal Blossoms har stor kulturel betydning for både Pandaren og Mogu , især Mogu'shan Palace.

### Battle Pet
Pet level: 24 - 25
Vilde Pets: Dancing Water Skimmer, Effervescent Glowfly, Eternal Strider, Gilded Moth, Golden Civet, Golden Civet Kitten, Yellow-Bellied Bullfrog.
Drop Pets: Tiny Blue Carp, Pandaren Water Spirit, Pandaren Fire Spirit, Pandaren Earth Spirit, Pandaren Air Spirit, Kovok, Gooey Sha-ling, Droplet of Y'Shaarj, Blackfuse Bombling.
Battle Pet træner:
- Aki the Chosen er en Stormester Pet Tamer i Mistfall Village i Vale of Eternal Blossoms af Pandaria. Hun er omgivet af sine tre niveau 25 Elite battle pets: Stormlash, Chirrup, og Whiskers. [31]
- Thundering Pandaren Spirit er en Stormester Pet Tamer i bjergene på grænsen mellem Kun-Lai Summit og Vale of Eternal Blossoms nær Shrine of Two Moons i Pandaria. Den er omgivet af sine tre niveau 25 Elite battle pets: Darnak the Tunneler, Pandaren Earth Spirit , og Sludgy [32]
- Sara Finkleswitch findes i Shrine of Seven Stars i Vale of Eternal Blossoms.[33]
- Gentle San er på den Golden Terrace af Shrine of Two Moons i Vale of Eternal Blossoms. [34]

Mogu'shan Palace

## Isle of Giants
Level: 90
Racer: Zandalar troll, Dwarf, Forsaken, Gnome, Goblin, Human
Hersker:

### Battle Pet
Pet level: 25
Vilde Pets:
Drop Pets: Direhorn Runt, Tiny White Carp, Zandalari Anklerender, Zandalari Footslasher, Zandalari Kneebiter, Zandalari Toenibbler.
Quest Pets: Spectral Porcupette.

## Isle of Thunder
Level: 90
Racer: Mogu, Zandalar troll, Saurok, Blood elf, Human, High elf, Orc, Tauren, Draenei, Night elf, Gnome
Hersker: Lei Shen, the Thunder King

### Battle Pet
Pet level: 25
Vilde Pets: Elder Python, Electrified Razortooth, Swamp Croaker, Thundertail Flapper.
Drop Pets: Half-Empty Food Container, Ji-Kun Hatchling, Quivering Blob, Living Sandling, Pygmy Direhorn, Son of Animus, Sunreaver Micro-Sentry, Tiny White Carp, Dark Quivering Blob.
Throne of Thunder

## Timeless Isle
Level: 90
Racer: Yaungol, Pandaren
Hersker: Ordos

### Battle Pet
Pet level: 25
Vilde Pets: Ashwing Moth, Flamering Moth, Skywisp Moth.
Drop Pets: Ashleaf Spriteling, Azure Crane Chick, Bonkers, Dandelion Frolicker, Death Adder Hatchling, Swarmling of Gu'chi, Gulp Froglet, Jadefire Spirit, Jademist Dancer, Ominous Flame, Ruby Droplet, Skunky Alemental, Spineclaw Crab.
Købe Pets: Chi-Chi, Hatchling of Chi-Ji, Harmonious Porcupette, Sky Lantern, Vengeful Porcupette, Xu-Fu, Cub of Xuen, Yu'la, Broodling of Yu'lon, Zao, Calfling of Niuzao.
Ordon Sanctuary

## Fraktioner

### Darkspear Rebellion
Darkspear Rebellion Vol'jin har erklæret åben oprør mod Garrosh Hellscream. Ved hjælp af både Horde og Alliance styrker, samler han ressourcer som forberedelse til et angreb på Orgrimmar. Denne fraktion blev reelt fjernet fra spillet med Patch 5.4. 

### Emperor Shaohao
Emperor Shaohao er en fraktion på Timeless Isle, Pandaria, opkaldt efter Emperor Shaohao (Kejser Shaohao).

### Forest Hozen
Forest Hozen er Horde-venlig fraktion af Hozen, som spiller støder på tidligt i Jade Forest. De er fjender af Pearlfin Jinyu der har valgt at gå med Alliancen. Efter Horde har vundet deres venskab ved at redde nogle af deres medlemmer og dræbte nogle af deres mest frygtindgydende fjender, har alle Forest Hozen stammer (herunder Grookin og Slingtail) svoret deres troskab til Horde.

### The Black Prince
The Black Prince er en NPC fraktion i Pandaria, bestående af Wrathion og hans undersåtter. Han er kendt for at belønne dem som har fortjent hans tillid og støtte hans bestræbelser. The Black Prince giver en ny legendarisk questlinje.

### The Tillers

#### Old Hillpaw
Old Hillpaw er en Pandaren landmand og hønsegårdens ejer, han bor i Heartland i Valley of the Four Winds. Old Hillpaw er medlem af The Tillers.

#### Sho
Sho er en pandaren rogue og medlem af The Tillers. I modsætning til de øvrige Tillers, der for det meste er landmænd, arbejder Sho for at beskytte Valley of the Four Winds, og sikre sikkerheden for Tillers og deres høst. Man kan finde Sho holde udkig ved Kunzen Village på Skyrange eller ved Halfhill Market.

#### Tina Mudclaw
Tina Mudclaw er en Pandaren landmand og medlem af The Tillers. Hun er sød og rar, men forkælet, datter af Haohan Mudclaw og elsker dyre gaver, nogen gange sniger hun sig ud af familiens hjem og væk fra sin far for at besøge sin søster Gina på Halfhill Market. 

#### Nomi
Nomi er en unge mandlige Pandaren, han bliver tilkaldt ved at bruge Cooking School Bell - den koster 50 Ironpaw Tokens. Det er en skjult fraktion som bruges til at level Nomi op.

## Indfødte racer
| - Beaver - Cloud serpent - Crane - Cricket - Goat - Grummle - Hozen - Jinyu - Mantid - Mistlurker - Mogu - Mongoose - Mushan | - Otter - Pandaren - Porcupine - Quilen - Raccoon - Saurok - Sha - Sprite - Tiger - Virmen - Water strider - Windsteed - Yak - Yaungol |